# Володимир Колін
Володимир Колін (рум. Vladimir Colin), при народженні Жан Колін (рум. Jean Colin; 1 травня 1921, Бухарест — 6 грудня 1991, Бухарест) — румунський письменник-фантаст та перекладач. Один із найважливіших авторів фентезі та наукової фантастики в румунській літературі, чиї основні твори відомі на кількох континентах, він також був відомим поетом, есеїстом, журналістом і автором коміксів. Після того, як наприкінці 1940-х він і його тодішня дружина Ніна Кассіан увійшли до лівого літературного гуртка «Orizont», Колін почав свою творчу діяльність як комуністичний і соцреалістичний письменник. У перші роки румунського комуністичного режиму його призначили на посаду в апараті цензури та пропаганди. Його роман 1951 року «Сонце сходить у дельті» (рум. Soarele răsare în Deltă) був раннім представником місцевої соцреалістичної творчості, але Коліну отримав за нього багато критики з боку тогочасного культурного істеблішменту за те, що в ньому було виявлено ідеологічні помилки. Поступово, після середини 1950-х років, Колін зосередився на своїй літературній творчості, та відмовився від комуністичної ідеології. Він є автором відомих творів, зокрема міфопоетичної збірки «Легенди з Вамленду» (рум. Legendele țării lui Vam) та збірок казок. Як фантаст він дебютував у журналі «Colecția de Povestiri Științifico-Fantastice». Його творчість у жанрі наукової фантастики, вершиною якої став роман «Вавилон» (рум. Babel) у 1978 році, принесла Коліну три премії Єврокону. Його посмертно відзначено за внесок у жанр, а нагорода, названа на його честь, регулярно вручається відомим румунським авторам наукової фантастики. З 1970 року і до самої смерті він був одним із редакторів літературного журналу Спілки письменників «Viața Românească».

## Біографія

### Ранні роки життя
Володимир Колін народився в Бухаресті в родині емансипованих румунських євреїв. Він був сином державного службовця Лазара Коліна, та його дружини Елли. Його мати була сестрою Анни Паукер, видатної активістки Комуністичної партії Румунії, а згодом одного з політичних лідерів комуністичної Румунії. З боку батька він також був племінником Лівіу Кон-Коліна, який був відомим юристом, який працював у міністерстві торгівлі.
Під час Другої світової війни та диктаторського режиму Іона Антонеску, як наслідок антисемітської політики Румунії, Коліну було відмовлено в доступі до навчальних закладів. У той час разом із поетесою Ніною Касіан він відвідував неформальні лекції з історії літератури та творчості Вільяма Шекспіра, які читав письменник Михаїл Себастіан. І Колін, і Кассіан у 1941 році приєдналися до тодішньої нелегальної комуністичної партії як активісти її крила Комуністичної молоді. Як згадувала Кассіан у 2008 році, ними керувало бажання «змінити світ на краще», ненавидячи як антисемітизм, так і фашизм.
Колін одружився з Ніною Кассіан у 1943 році. Вони розлучилися через 5 років, і Кассіан знову одружився з Ал. І. Штефанеску. Протягом періоду спільного життя і Кассіан, і Колін зблизилися з письменником і літературним критиком Овідом Крохмельнічану, пізніше відомим як активіст Комуністичної партії, а також з майбутнім істориком літератури Гео Шербаном і перекладачем Петре Соломоном. Пізніше Колін знову був одружений на художниці-графікові Марчелі Кордеску.

### Комуністичний письменник
Після перевороту в серпні 1944 року проти Антонеску, який був прихильником країн Осі, і початку радянської окупації, Колін став відомим прихильником лівих поглядів. Того року, у віці 23 роки, він також закінчив середню школу Кантемір-Воде в Бухаресті та опублікував свій перший вірш у журналі «Victoria». Цей вірш мав назву «Маніфест» (рум. Manifest), і підписаний «Штефан Колін». Колін навчався на факультеті літератури Бухарестського університету, але залишив заклад лише через рік, проводячи більшу частину свого часу, працюючи в Комуністичній спілці молоді, яка найняла його видавцем книг. У 1945—1946 роках він був активістом Центрального комітету Комуністичної спілки молоді, пізніше Колін був редактором телерадіокомпанії в Бухаресті, працював редактором у різних лівих журналах, зокрема «Orizont», «Flacăra» та «Revista Literară». У 1945 році він опублікував «Poemul lui Octombrie» — переклад російськомовних віршів радянського письменника Володимира Маяковського.
Як співробітники журналу «Orizont», Колін, Кассіан і Соломон підтримували точку зору, що письменники повинні були занурюватися в соціальну боротьбу, тобто точку зору, яку представляло одну з головних літературних тенденцій у післявоєнній молодій літературі Румунії. Вони були дещо близькі до групи письменників, зібраних навколо Гео Думітреску, водночас контраствали з богемною групою, сформованою навколо Константа Тонегару та журналу" Kalende", з Літературним гуртком Сібіу, з сюрреалістами (Герасим Люка, Долфі Трост та їхні колеги), а також з незалежними та відомими авторами, такими як Пауль Целан та Іон Карайон.
Після встановлення румунського комуністичного режиму Володимир Колін став відомим своєю голосною підтримкою нової влади. У 2006 році Президентська комісія з вивчення комуністичної диктатури в Румунії відзначила його (разом зі Штефанеску, Соріном Тома та низкою інших осіб) серед відомих комуністичних активістів, відповідальних за цензуру. Паралельно він займався поетичною творчістю: його дебютний том «27 віршів» (рум. 27 de poeme) вийшов друком у 1947 році. Незабаром після цього Колін став одним із румунських письменників, які писали в стилі соціалістичного реалізму, у цей час він опублікував оповідання «Полум'я між небом і морем» (рум. Flăcări între cer și apă, 1950 рік), а потім у 1951 році повість «Баклан прямує до моря» (рум. Cormoranul pleacă pe mare), і пізніше того ж року роман «Сонце сходить у дельті» (рум. Soarele răsare în Deltă). Дія усіх цих 3 творів відбувалася в дельті Дунаю. Незважаючи на те, що вони в основному відповідали культурним настановам режиму, багато тих, хто рецензував їх у комуністичній пресі, визнали ці твори незадовільними, що стало предметом тривалої літературної дискусії. Спілка письменників скликала спеціальну сесію для розгляду справи Коліна. З цієї нагоди кілька його колег-письменників висловили критику від імені Союзу, серед них Бен Корлачіу, Петру Думітріу, Александру Яр і Михаїл Новіков, більшість із яких висловили думку, що Колін піддався впливу «формалізму».

### 1953—1980 роки
Після того, як він дебютував у фентезі та дитячій літературі зі збіркою «Казкові історії» (рум. Basme), яка принесла йому Державну премію з прози за 1953 рік, Колін прийняв жанр фентезі як свій улюблений засіб вираження, написавши твори «Неймовірна битва між імператором Рогозом і Пінтілі» (рум. Nemaipomenita bătălie dintre Papură-Împărat și Pintilie, 1953 рік), «Toroiman» (1954 рік), «Історії трьох брехунів» (рум. Poveștile celor trei mincinoși, 1956 рік), «Десять історій гномів» (рум. Zece povești pitice, 1957) і «Казки про людину» (рум. Basmele Omului, 1958 рік). У 1961 році він видав міфопоетичну збірку «Легенди з Вамленду» (рум. Legendele țării lui Vam), також відомою як «Міфологія людини», яка стала однією з найпопулярніших його книжок.
Володимир Колін дебютував у жанрі наукової фантастики, написавши короткі оповідання для" Colecția de Povestiri Științifico-Fantastice", яка функціонувала як літературний додаток до журналу «Știință și Tehnică» під редакцією Адріана Рогоза. Він став особливо відомим завдяки своїм роботам у жанрі фентезі, починаючи з роману 1964 року «Десятий світ» (рум. A zecea lume). За ним вийшов том оповідань 1966 року «Друге майбутнє» (рум. Viitorul al doilea), роман про меч і чари 1972 року «Розваги для відьом» (рум. Divertisment pentru vrăjitoare) і збірка оповідань «Пастки часу» (рум. Capcanele timpului), а також повість 1975 року «Останній аватар Трістана» (рум. Ultimul avatar al lui Tristan) і том оповідань «Зуби Хроноса» (рум. Dinţii lui Cronos). Однією з найуспішніших книг у цій категорії став роман «Вавилон» (рум. Babel) 1978 року, який також зробив його відомим за межами Румунії. Колін також продовжував публікувати ненауково-фантастичні твори, такі як міфопоетичний роман «Пентаграма» (рум. Pentagrama) 1967 року та поема для дітей «Кселе, зоряний кіт» (рум. Xele, motanul din stele) 1984 року. Інші фантастичними творами письменника є «Історія письма» (рум. Povestea scrisului, 1966 рік), «Неможливий оазис, фантастичні історії» (рум. Imposibila oază, povestiri fantastice, 1982 рік) і «Час з вершником і вороном» (рум. Timp cu călăreț și corb, 1985 рік).
У 1970 році Володимир Колін став членом редакції журналу «Viața Românească», і обіймав цю посаду до своєї смерті. Протягом того десятиліття він і Адріан Рогоз стали членами «Літературного клубу марсіан» (рум. Cenaclul Marțienilor), заснований Сержіу Феркашаном, який об'єднував інших видатних румунських авторів наукової фантастики та пропагандистів, зокрема Джордже Ананія, Хорія Араме, Йона Хобана та Санда Радіан. Коліна також відзначили як одного із небагатьох румунських авторів коміксів, а також за внесок у мистецтво та літературний жанр, який тільки створював традицію в Румунії під час комунізму.

### Останні роки творчості
Його доробок у фантастиці приніс Коліну 3 нагороди Єврокону за його життя (визнання, з яким не зрівнявся жоден інший румунський письменник). На додаток до однієї з 19 нагород на Євроконі 1976 року, він отримав нагороду за найкращий роман за «Вавилон», і нагороду за літературні досягнення за все життя (1989 рік). Роман «Вавилон» також став лауреатом премії 1978 року Бухарестської секції Спілки письменників (раніше він отримав таку ж відзнаку за збірку «Пастки часу»). У 1980 році він отримав премію «EUROPA», яка була вручена в Стрезі в Італії. Того ж року Падуанський університет вручив йому Європейську нагороду «Provincia di Treno» за внесок у фентезі та дитячу літературу.
Окрім власного літературного внеску, Колін займався перекладами з французької мови. У 1980 році він опублікував у виданні «Editura Ion Creangă» свою версію перекладу «Замку у Карпатах» Жуля Верна, дія якої відбувається в Трансільванії, та в якій діючими особами є кілька етнічних румунів. Відомо, що його текст значною мірою зберіг оригінальне написання румуномовних слів Верна, тоді як пізніші переклади намагалися визначити їх передбачувані вихідні варіанти. Серед інших письменників, перекладених Коліном, є П'єр-Жан Беранже, Андре Жід і Жерар Клайн. Він також у 1970 році склав антологію французької науково-фантастичної літератури «Un pic de neant. O antologie a anticipaţiei franceze contemporane» («Шматок порожнечі — антологія сучасної французької науково-фантастичної літератури»), та румунську антологію, опубліковану у 1975 році у Франції виданням «Éditions Marabout» — «Les meilleures histoires de la Science Fiction roumaine» («Найкращі історії румунської наукової фантастики»). У 1984 році Колін переніс інсульт, який назавжди позбавив його можливості продовжити письменницьку діяльність.

## Літературна творчість

### Дебютні твори та пов'язані дебати
Більшу частину своєї ранньої письменницької кар'єри Колін був відомий своїми пролеткультівськими віршами та агітпроп-статтями в офіційній пресі. Один із цих літературних творів був хвалою комунізації за першим п'ятирічним планом Румунії під назвою «Пісня про перший економічний план» (рум. Cîntec pentru primul plan economic), це був один із серії пропагандистських творів з тієї самої теми (до нього також входили твори Марії Бануш, Дана Дешліу та Драгоша Вікола). Дебют Володимира Коліна в соцреалістичній прозі відбувся з оповідання «Полум'я між небом і морем» (рум. Flăcări între cer și apă), у якому розповідалося про бойовиків Комуністичної молоді в районі дельти Дунаю, які ведуть боротьбу з демонізованими антикомуністичними силами. Перший раз його рецензував у пресі журналіст і критик «Viața Românească» Марін Василеску, який відзначив зображення «посиленої класової боротьби в період переходу між капіталізмом і соціалізмом», похваляючи Коліна за те, що він «зумів показати підступи класового ворога як свідому та організовану дію». Проте Василеску також критикував стиль Коліна, стверджуючи, що він не «поглибив [свою] центральну ідею, питання пильності», і що розслідування, проведені комуністичними героями, здавалися «випадковими». Подібним чином, повість «Баклан прямує до моря» (рум. Cormoranul pleacă pe mare), яка показувала рибалок і моряків, які створюють колгосп, була схвалена журналом «Contemporanul» за розрив з традицією «буржуазної літератури» на тему Дельти, але не схвалена за неспроможність показати «те, що є щиро нове про моряка-комуніста». Роман «Сонце сходить у дельті» (рум. Soarele răsare în Deltă), дія якого також відбувається в дельті Дунаю, головним героєм якої є середньостатистичний рибалка Артем, продовжив дискусію про переваги літературного внеску Коліна. Самі Даміан з «Contimporanul» висловив думку, що письменник «не зміг зобразити в важливих рисах складність нових, просунутих явищ, які виникають у регіоні Дельти», і що йому бракувало «глибокого знання нової реальності, [яку] він спотворив, сфальсифікував». Ця критика Коліна була частиною більшого твору про низький «ідеологічний рівень» різних романів, якому Даміан протиставив приклади творів Петру Думітріу та Іона Келугеру. Пишучи для «Viața Românească», критик Ойген Кампус виступив проти висловлювань Даміана, зокрема похваляючи «Сонце сходить у дельті» за трактування «експлуататора» як людини «ненажерливого неробства», «жорстокості» та «відсутності людяності». Він також зазначив, що «загалом [Колін] уникав кліше», але висловив критику за те, що в романі мало наративного фокусу (порівнюючи його з «звивистою річкою») і за «концептуальний недолік», який, як він стверджував, як правило, віддавав перевагу «тему, що старе». Цей вердикт було підтримано літературним оглядом журналу «Iașul Nou», який, хоч і розглядав роман як автентичний твір («Володимир Колін, ми припускаємо, є справжнім сином Дельти»), додавши подібні критичні матеріали.
На час, коли було скликано спеціальне засідання Спілки письменників для обговорення роману «Сонце сходить у дельті», справу Коліна аналізував орган Комуністичної партії «Scînteia». Офіційний критик Сержиу Феркешан, сам згодом відомий як автор художньої літератури, написав колонку «Scînteia» за травень 1952 року, в якій він виступив проти гаданої поблажливості з боку інших коментаторів. Стаття особливо порівнювала оцінки, знайдені в рецензії Кампуса на роман, із «рекламою книжок, яку раніше робили буржуазні видавництва». У ньому було зроблено висновок, що як письменник Володимир Колін «відірвався від мас». Історик літератури Ана Сележан визначає цей вердикт як «офіційну рекомендацію в рамках дискусії». Самі дебати у Спілці письменників, в яких брали участь передусім осередки Комуністичної партії, були підсумовані у звіті, опублікованому Управлінням агітпропу партії, таким чином: "Члени партії критикували Коліна за серйозні помилки в його романі «Сонце сходить у дельті». У статті 1953 року Кампус переглянув роман Коліна, перерахувавши його серед «творів, які фальсифікують реальність, помилкових з ідеологічної точки зору» (також до цієї категорії були включені книги Еусебіу Камілара та Бена Корлачіу).

### Дебют у фентезі
Перехід Коліна до жанру сучасної фантастики, піонером якої він став у Румунії, стався в той час, коли режим використовував науково-фантастичну літературу для подальшої популяризації своїх ідеологічних посилів. У той час Володимир Колін зробив суперечливі заяви, як-от стверджуючи, що жанр фентезі мав бути використаний як «зброя в руках людей». Однак, на думку історика літератури Ани Сележан, початок цього нового періоду в кар'єрі Коліна був еквівалентним «притулку».Сам Колін тоді сказав, що його особливо цікавить те, що він бачив як «специфічний захід літератури»: "використання свідомості підсвідомого розуму для створення основних казкових історій, які б визначали людський стан. «Казки про людину» (рум. Basme Omului), одна з перших книг Коліна в цій серії, об'єднує сучасні казки, а письменник і журналіст Міхай Йовенель назвав її «чудовою». Опублікована незабаром після цього «Legendele țării lui Vam» (рум. Legendele țării lui Vam) написана як збірка міфів про зниклу цивілізацію, яка, як припускають, жила в районі Чорного моря в період неоліту. Наведений як переклад археологічних знахідок у Північній Добруджі, оповідь зосереджується на міфі про заснування Вамленду, битві між богом богів Ормагом і людиною чоловічої статі Вам, яка починається як «гра в котика-мишку», і закінчується поразкою сім'ї богів і перемогою маленького племені людей. Опинившись у пастці й закутий Ормагом на початку оповіді, Вам і його коханка Уна надихають своїх нащадків зустріти жорстокість богів пасивним опором і отримати власне безсмертя в серцях людей. Коментуючи цю сюжетну лінію, Хорія Араме вважає, що як «символ життєвої сили людства», Колінів «герой без плаща та меча» Вам додає новий рівень значення стародавнім міфологіям, які, як вважають, мали надихнути їх. Автор Богдан Сучава описує центральні елементи книжок як «боротьбу зі страхом» і «космогонію фантазії», і хвалить текст за його «твердість і послідовність».

### Дебют у науковій фантастиці
Науково-фантастична проза Коліна була відзначена своїм ліричним підходом до теми та класичною лінією її оповіді, демонструючи вплив Карела Чапека, Говарда Лавкрафта та Абрахама Мерріта. Оглядачі описали його прийняття цього жанру як його дистанціювання від старих і нових комуністичних імперативів того періоду. Таким чином, за словами Йовенеля, твори Коліна того періоду були еквівалентні «помилці в системі», оскільки вони були «більш прозорими [ніж інші твори], а тому менш корисними [для режиму]». За словами критика Мірчі Опріце, Колін, як і Хорія Араме, «не проник у сферу наукової фантастики лише для того, щоб він міг безтурботно потренуватися серед ідей-кліше жанру та запатентованих мотивів». Подібним чином Йовенель вважає, що після 1960-х років румунська науково-фантастична література, звільнена від суворіших ідеологічних наказів, була представлена в основному «вцілілими», чия рання кар'єра була відзначена «достатніми компромісами» з режимом, але чия пізніший внесок у жанр часто був видатним. Цей критерій, стверджував він, застосовувався до Коліна, Рогоза, Фаркешана, Каміла Бачіу та, певною мірою, до Овіда Крохмельнічану (який наприкінці своєї кар'єри також писав різноманітні науково-фантастичні історії). Обговорюючи «технічну міфологію» наукової фантастики, створеної в країнах Східного блоку, французька письменниця та редактор журналу «Galaxies» Стефані Ніко зазначає, що, незважаючи на «економічну відсталість» порівняно із західними країнами, комуністична Румунія, поряд з Радянським Союзом і Польською Народною Республікою, створила «жваву» науково-фантастичну літературу. Крім того, за словами Ніко, Колін, як і радянські брати Аркадій і Борис Стругацькі та поляк Станіслав Лем, зміг уникнути «поглинання єдиною партією», яка прийшла до «значною мірою придушення авторів, які, однак, не були позбавлені таланту».
З романом «Десятий світ» (рум. A zecea lume), науковим фентезі, Володимир Колін наблизився до традицій піджанрів наукової фантастики, хоча сюжет був другорядним щодо його описових частин. Книга описує життя на планеті під назвою Туле, розташованій на краю Сонячної системи, де люди живуть поруч з марсіанами, венеріанцями та іншими істотами (включно з місцевими жителями, чиї колоноподібні тіла синього кольору мають у своїй основі кремній).
У збірці «Друге майбутнє» (рум. Viitorul al doilea) Колін пише також про паранормальні явища та подорожі в часі. До збірки увійшло оповідання «Джованна та ангел» (рум. Giovanna și îngerul), яку деякі вважають шедевром його короткої прози, та містить алюзії на одну з головних тем румунського фольклору, тему «молодості без старості». У цьому оповіданні всесвітньо відома поетеса Джованна приходить до відкриття, що космічне випромінювання перетворило її чоловіка-космонавта на мутанта, який ніколи не може постаріти чи померти. В оповіданні «Жаба» (рум. Broasca), одній з його небагатьох суто науково-фантастичних історій, Колін, ймовірно, черпає натхнення з роману Лавкрафта «Колір поза космосом», де показано, як інопланетні істоти намагаються зв'язатися з людьми, ця спроба провалюється, коли дівчина мимоволі вбиває їх емісара-амфібію, який, у свою чергу, стає джерелом випромінювання фіолетового світла. Інші твори збірки «Друге майбутнє» відбуваються в екзотичних місцях на Землі. Однією з таких історій є «Лнага» (рум. Lnaga), у якій споживання однойменного африканського гриба призводить головного героя до синестезії та досвіду поза тілом, завдяки чому він стає своїм предком-работорговцем. Оповідання «Цитадель мертвих» (рум. Cetatea morţilor) розповідає про метиса 17-го століття, який, обдурюючи вижилих інків, змушуючи повірити, що він є богом Віракоча, отримує доступ до таємної спадщини Атлантиди.

### «Вавилон» та інші пізні твори
У деяких інших своїх творах Колін використовував історичне фентезі, меч і чари, а також героїчне фентезі, які він іноді інтегрував у рамки місцевої історії. Фантастичний роман «Пентаграма» (рум. Pentagrama), схвально оцінений Крохмельнічану, вказує не лише символічне значення пентаграми як фігури, де 5 точок на колі завжди зустрічаються в непослідовному порядку, але й її присутність як культового об'єкта в багатьох стародавніх традиціях. Таким чином, текст має на меті встановити зв'язки з різними міфологіями, на які він постійно посилається, і, як вважає бельгійський критик Жан-Батист Баронян, черпає додаткове натхнення з оповідань Франца Кафки. Короткий роман «Розваги для відьом» (рум. Divertisment pentru vrăjitoare), частково натхненний стилем Жерара Клайна та його «Богів війни», зосереджується на ідеї, що діяльність людського мозку може перевершити роботу будь-якої машини. У романі зображено трансильванську відьму з психокінетичними здібностями та даром передбачення, здатність якої змінювати майбутнє використовує група мандрівників у часі. Повість «Останній аватар Трістана» (рум. Ultimul avatar al lui Tristan) розповідає про однойменного алхіміка, який перебуває на службі у французького короля Генріха II. Маскуючи свою роботу під дослідження виробництва золота, Трістан відкриває філософський камінь, і втікає у світ четвертого виміру, з якого він відвідує минуле та майбутнє, намагаючись змінити як свою біографію, так і хід історії людства.
Зі своїм романом «Вавилон» (рум. Babel), який отримав схвалення критиків, Колін повернувся до наукового фентезі. Сюжет має спільні елементи з романом Станіслава Лема «Соляріс» 1961 року, де показано, як живі істоти з Сонячної системи були захоплені на далекій планеті вченим-тираном Скатом Мором. До групи в'язнів входили венеріанська жінка Ор-Альда, марсіанський найманий вбивця Ідомар ав Олг су Саро та земний поет Ралт Мога, усі вони піддаються психологічним тортурам з боку викрадача, який збільшує свою енергію, поглинаючи їх страждання. Хоча Скату Мору вдається змусити своїх жертв переживати їхні кошмари, його експеримент завзято саботує Ор-Альда, яка використовує магію як зброю проти нього. Міхай Йовенель скептично ставиться до оригінальності сюжету «Вавилону», стверджуючи, що роман частково міг бути плагіатом роману 1965 року американця Філіпа Діка «Три стигмати Палмера Елдріча».

## Спадщина
Твори Коліна є одним із найвідоміших зразків румунської жанру наукової фантастики, відомої за межами країни. Британський бібліограф-фантаст Майк Ешлі вказав, що з усіх письменників, які публікувалися в журналі «Colecţia de Povestiri Ştiinţifico-Fantastice», Володимир Колін є «найвідомішим за межами Румунії», тоді як Хорія Араме писав: «Уявні світи [Коліна] увійшли до найбільш вражаючих європейських збірок, і відомі на трьох континентах». Один із перших соцреалістичних романів Коліна «Баклан прямує до моря» (рум. Cormoranul pleacă pe mare) був перекладений угорською мовою. Протягом десятиліть після публікації в Румунії роман «Вавилон» був перекладений французькою, англійською, німецькою, російською та болгарською мовами. Переклади «Легенд з Вамленду» (рум. Legendele țării lui Vam) були також опубліковані німецькою, французькою, російською, болгарською, а також чеською, польською та японською мовами «Легенди з Вамленду» були опубліковані англійською мовою як «Legends from Vamland» у 2001 році у версії, перекладеній, скороченій та частково переказаній Луїзою Керол. «Казки про людину» (рум. Basmele Omului) також наближався до подібного рівня відомості за кордоном.
У 1992 році письменник Леонард Опря заснував у Бухаресті Румунський культурний фонд Володимира Коліна, а також Міжнародну премію Володимира Коліна. Серед румунських та міжнародних лауреатів Міжнародної премії Володимира Коліна є Володимир Тісманяну, Андрей Кодреску, Ніколае Манолеску та Шербан Фоарце. У 2000 році Іон Хобана та Жерар Клайн започаткували Премію Володимира Коліна за досягнення в науково-фантастичній літературі. Через різні обмеження нагороди не присуджувалися протягом 5 років після їх створення, і вони не можуть бути вручені лауреатам минулих років. За словами поета та наукового фантаста Міхаеля Хеуліке, який сам був лауреатом премії, такі проблеми призвели до зменшення важливості премії.
На знак посмертної пам'яті видавництво «Nemira» перевидало художні книги Коліна в авторській серії Володимира Коліна. З 2000 року «Nemira» має ексклюзивні права на публікацію творів Коліна в Румунії. Кількох авторів надихнули сюжети Коліна. У своєму романі «Зелена Айша» (рум. Verde Aixa) 1976 року Хорія Араме розширив теми оповідання Коліна «Жаба» (рум. Broasca). Серед молодших авторів Богдан Сучава визнає, що твори Коліна, які він читав у дитинстві у 1980-х роках, сприяли формуванню його власного інтересу до фентезійної літератури та, у свою чергу, спонукали його до написання у 2007 році книги «Мируна, оповідь» (рум. Miruna, o poveste). Леонард Опря присвятив свою книгу, видану в 2001 році, «Книга Теофіла Мага або 40 історій про людину» (рум. Cartea lui Theophil Magus sau 40 de Povești despre om) Володимиру Коліну та православному монаху Ніколае Штайнхардту, назвавши їх, відповідно, «батьком» " і «вчителем». Проте Міхай Йовенель стверджує, що «поза фанатами» твори Коліна залишаються «в основному забутими» в Румунії.
Художниками, які створили оригінальні ілюстрації до книжок Коліна, є, зокрема Жуль Перахім (для перекладу Маяковського 1945 року), та Марселу Кордеску (для «Казок про людину» і «Людини з Вамленду»). «Легенди з Вамленду» також були перевидані як комікс французьким журналом «Métal Hurlant», і проілюстровані хорватським художником Ігорем Кордеєм, та розповсюджувалися у Франції та Іспанії. Повість «Крихітка-розбійник» (рум. Pruncul năzdrăvan), частина «Казок про людину» Коліна, була основою для адаптації до вистави лялькового театру, вперше показаної в 2004 році театром «Гонг» у Сібіу.